# Rafika Muszaeva
Rafika Muszaeva (tádzsikul: Рафиқа Мусоева, oroszul: Рафика Ганиевна Мусаева; Hudzsand, 1953. április 9. –) tádzsik politikus, akinek a karrierje a szovjet korszakban kezdődött. 2000 és 2003 között Tádzsikisztán munkaügyi minisztere. Az első tádzsik nő, aki megkapta a műszaki tudományok kandidátusa címet.

## Élete
Hudzsandból négygyermekes családból származik.
1970-ben érettségizett a dusanbei 21. számú középiskolában. 1979-ben szerzett mérnöki diplomát a Moszkvai Polgári Repülési Mérnöki Intézetben, majd a Tádzsik Politechnikai Intézet oktatója lett. 1980-ban a Tádzsik Szovjet Szocialista Köztársaság Komszomol Központi Bizottságának titkárává nevezték ki. 1987-ben a Dusanbe CPT Bizottság központi körzetének első titkára lett. 1989-ben először választották be a Tádzsik SZSZK Legfelsőbb Tanácsába, 1994-ben pedig utódjába, a Legfelső Nemzetgyűlésbe.
Tagja lett annak a munkacsoportnak, amelynek feladata Tádzsikisztán új alkotmányának kidolgozása volt, miután az ország 1981-ben kinyilvánította függetlenségét a Szovjetuniótól. 1994-ben a Majlisi Oli Állami Építési Bizottságának elnöki tisztét töltötte be. 2000 januárja és 2003 januárja között munkaügyi miniszter volt. 2005-től a Tádzsik Energiaipari Dolgozók Szövetségének elnöke lett. 2012-től 2015-ig a Dushanbe Plaza állami üzleti központ igazgatója volt.
Számos tudományos cikkét és munkáját publikálta, 4 tudományos és műszaki monográfiája jelent meg, valamint számos elemző jelentés és áttekintés elkészítésében vett részt.
Két gyermeke van, egy fia és egy lánya.

## Elismerési, díjai
- A Tudomány és Technológia Tiszteletbeli Dolgozója (1994)
- „Barátság” Érdemrend (1999)
- „Tádzsikisztán kiváló oktatója ” (2010)
- „A Tádzsik Köztársaság függetlenségének 20. évfordulója” érem (2011)
- „Kiválóság a munkaügyi és szociális védelem területén” (2021)
- „A Tádzsik Köztársaság függetlenségének 30. évfordulója” érem (2021)

## Fordítás
- Ez a szócikk részben vagy egészben  a   Rafiqa Musoeva című angol Wikipédia-szócikk ezen változatának fordításán alapul.  Az eredeti cikk szerkesztőit annak laptörténete sorolja fel. Ez a jelzés csupán a megfogalmazás eredetét és a szerzői jogokat jelzi, nem szolgál a cikkben szereplő információk forrásmegjelöléseként.